# Святейшее Сердце Иисуса Христа

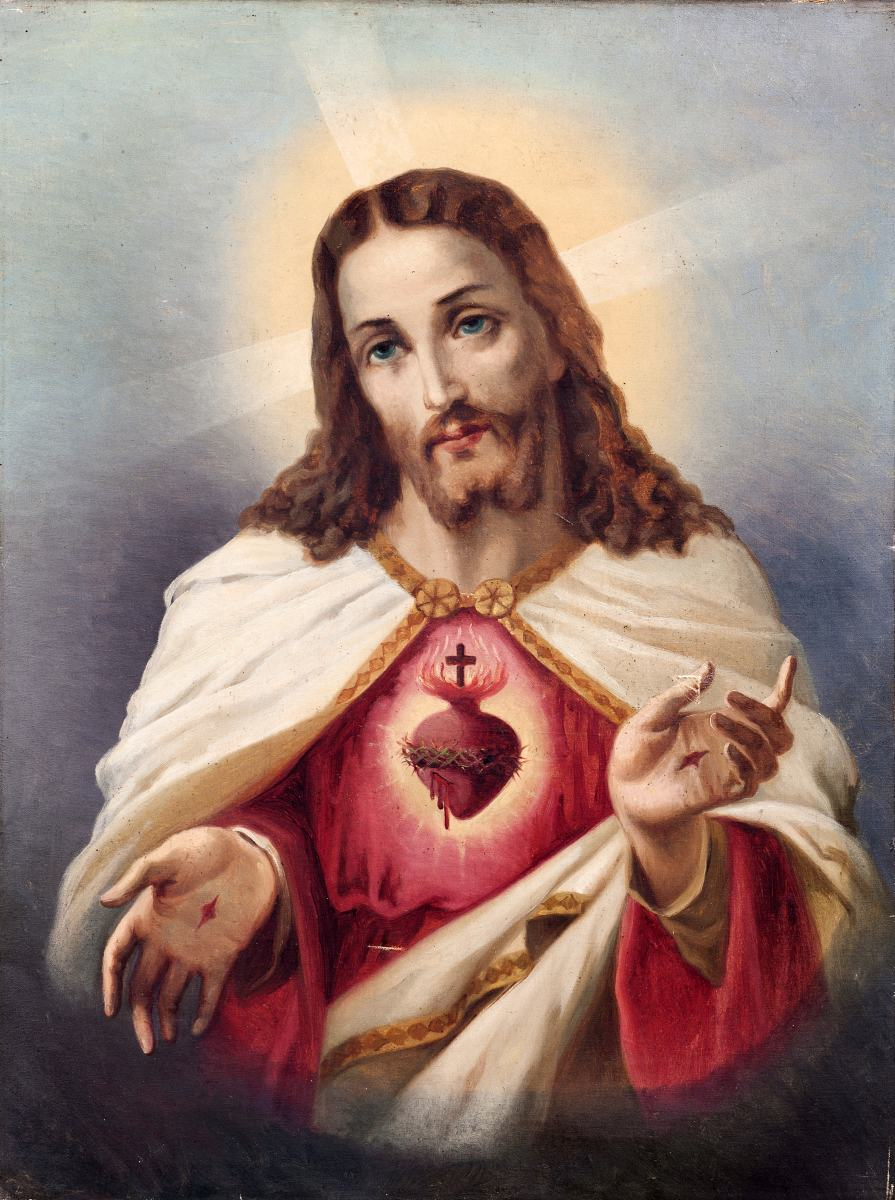
Неизвестный художник XIX века. Святейшее Сердце Иисуса Христа

Святе́йшее Се́рдце Иису́са Христа́ или Пресвято́е Сердце Иисуса Христа (лат. Sacratissimum Cor Jesu) — особый культ в Католической церкви. Распространению культа особо способствовали видения французской монахини Маргариты Алакок (XVII век), а также иезуиты. Было образовано множество братств Пресвятого Сердца, и в 1765 году установлен праздник. В 1790 году, когда иезуитский орден был официально упразднён, некоторые бывшие члены ордена во Франции действовали под именем «Общество священников Сердца Иисуса»
Праздник Святейшего Сердца Иисуса отмечается в первую пятницу после праздника Тела Христова (июнь).

## Предыстория
Первые свидетельства почитания Сердца Иисуса как символа любви к людям обнаруживаются не ранее XI века; в частности, упоминания о нём есть в трудах Ансельма Кентерберийского и Бернарда Клервоского. Почитание Сердца Иисуса стало одним из аспектов усиливавшегося в Средние века внимания к Страстям Христовым. В XIII—XIV веках Пресвятое Сердце упоминается у монахинь с мистическим опытом Гертруды Хельфтской и Мехтильды Магдебургской. В конце XVI века традицию почитания Сердца Иисуса принял Франциск Сальский, основанный им орден визитанток впоследствии стал центром культа Святого Сердца.
Хотя почитание Сердца Иисуса было распространено в Средние века, оно оставалось частной традицией и не было ни официально одобрено Церковью, ни введено в литургический календарь.

## Развитие культа

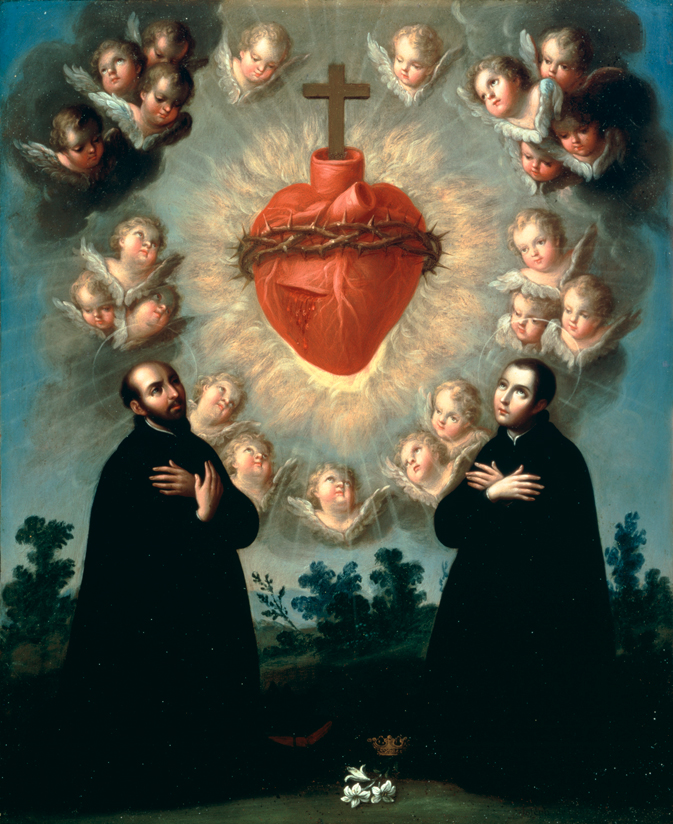
Хосе де Паэс. Святейшее сердце Иисуса Христа со святыми Игнатием Лойолой и Алоизием Гонзагой. Ок. 1770

В XVII веке главная роль в развитии и постепенном признании культа Святого Сердца принадлежит Иоанну Эду и Маргарите Марии Алакок. Святой Иоанн Эд разобрал истоки этого культа в своих работах и написал последование мессы с воспоминанием Святого Сердца, которое было одобрено несколькими французскими епископами, но не получило широкого распространения. В откровениях монахини Марии Алакок (1647—1690), по её словам, Иисус выразил желание, чтобы Его Сердце почиталось. В конце XVII — начале XVIII века распространением культа Святого Сердца занимались преимущественно иезуиты.
Уже при жизни Марии Алакок иезуиты оценили значение культа Сердца Иисуса как средства к упрочению и распространению своего влияния и выступили его ревностными поборниками, сознательно смешивая различные понятия, соединяемые со словом «сердце». Например, иезуит Галлифе объявлял почти одновременно в разных городах: в Риме — что дело идёт о небесной любви, в Париже — что предмет обожания составляет самое Сердце Христово, без всяких метафор.
Если в год уничтожения Нантского эдикта (1685) Мария Алакок посвятила первый алтарь пресвятому Сердцу Христову, то уже через сорок лет Франция насчитывала 248 посвящённых ему братств (confréries du Sacré-Cœur). Для поддержания культа иезуиты распространяли разные брошюры, символические картины и т. п..
В 1794 году, когда иезуитский орден официально считался упразднённым, было основано «Общество Пресвятого Сердца Иисуса» (Société du Sacré-Coeur), под именем которого действовали иезуиты; впоследствии общество именовалось орденом пакканаристов (по имени итальянца Никколо Пакканари, итал. Niccolò Paccanari, лат. Nicolas Paccanari; 1786—1811).

## Утверждение
Праздник Святого Сердца был утверждён папой Климентом XIII в 1765 году, но разрешение было дано для отдельных братств, общецерковный праздник был установлен только в 1856 году папой Пием IX. Пий VI высказался против решения церковного собора в Пистое (1786), который пытался различать символическое сердце от действительного. Некоторые епископы XVIII века видели в последнем главное значение культа.
Во время Вандейской войны роялисты носили изображение Пресвятого Сердца на груди, как амулет. В новейшее время Пресвятое Сердце служило во Франции орудием политической агитации; в 1873 году в часовне, сооружённой в честь Алакок в Паре-ле-Моньяль, Франция была торжественно посвящена Святейшему Сердцу Христа. В 1899 году папа Лев XIII посвятил Святейшему Сердцу Иисуса всю Вселенную.
После реформы Второго Ватиканского собора праздник Святого Сердца получил наивысший ранг праздников — Торжества.

## Общественные обеты

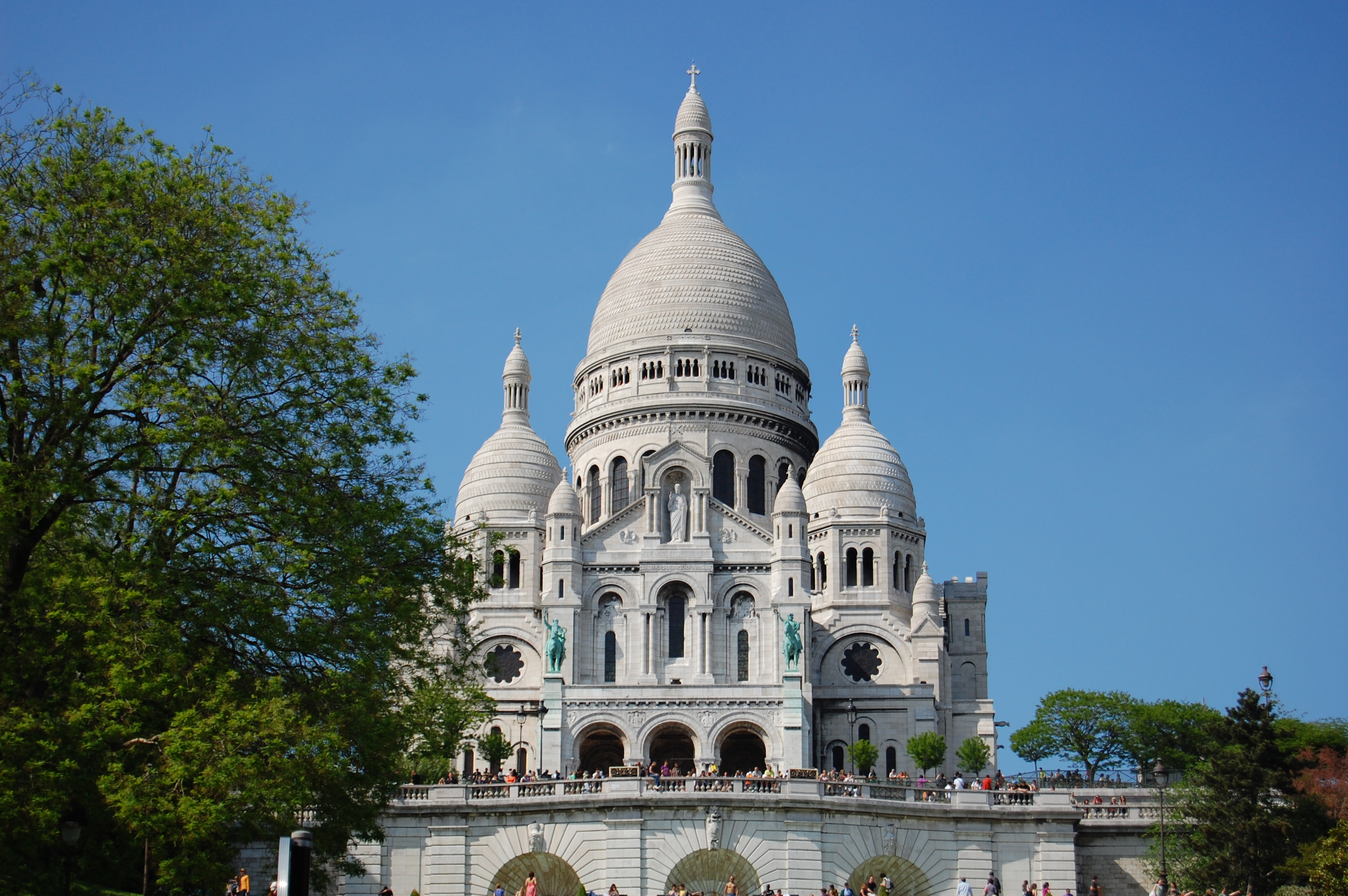
Базилика Сакре-Кёр

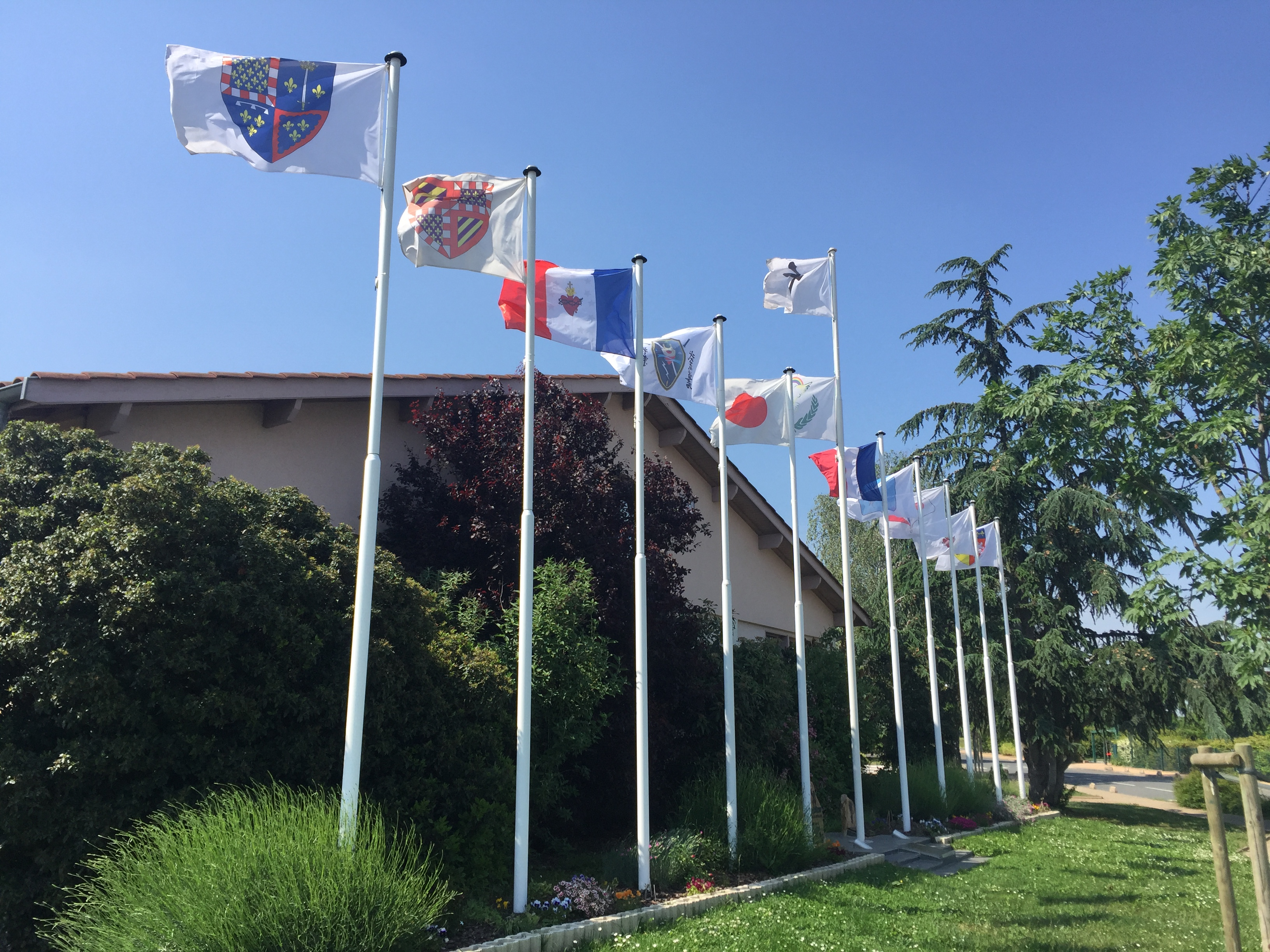
Мемориал Хэйхо-Нитэн-Ити-Рю

К обетам, обращённым к личному благочестию, надо добавить три письма Марии Алакок, которые были написаны с 17 июня по август 1689 года и которые впоследствии будут иметь важное значение в государственной политике. В этих письмах сообщается о том, что Христос, через свою служительницу, просит создать общественный культ Святейшего Сердца.
1. Первое послание обращается к королям: «Он желает войти с торжественностью и пышностью в дом принцев и Королей, чтобы там быть чествованным в такой же степени, в какой он был оскорблён, подвергнут презрению и унижению в своих Страстях… Вечный Отец, желая искупить горечь и страдания, полученные милым ему Сердцем своего божественного Сына в доме принцев и Королей земных, хочет установить своё царство в сердце нашего Великого монарха, которое он хочет использовать ради достижения своих целей».
2. Второе послание состоит в том, чтобы «построить здание, в котором будет изображение этого божественного Сердца. Оно там получит посвящение и почтение Короля и всего Двора. В этом здании правитель французской нации признает царство божественного Сердца над ним самим и над нацией, он провозгласит свою королевскую власть и объявит себя наместником Христа».
3. Третье послание просит Короля сделать так, чтобы Святейшее Сердце было нарисовано на его знаменах и вырезано на его оружии; тогда Король станет победителем всех своих врагов, у его ног будут лежать гордые и прекрасные головы, и он победит всех врагов Святой Церкви".
Эти ясные послания не будут меняться в течение следующих столетий и за ними последовательно последуют события: построение церкви, посвящённой Святейшему Сердцу, чтобы освящать Францию, а также появление Святейшего Сердца на знаменах.
16 июня 1875 года кардинал Гибэр осуществил вторую просьбу Марии Алакок. Архиепископ Парижа заложил первый камень Базилики Святейшего Сердца (Сакре-Кёр) на Монмартре, задуманной как «Национальный Обет» законом от 24 июля 1873 года. Третья просьба Марии Алакок была осуществлена во время открытия Мемориала Хёхо Нитэн Ити-рю 8 декабря 2014 года, официально признанного Францией, Японией, Камбоджей, ASEAN (Ассоциация Наций Юго-Восточной Азии) и Россией. На мемориале развеваются знамёна королевского Святейшего Сердца и республиканского Святейшего Сердца.